# 岩手県交通紫波営業所

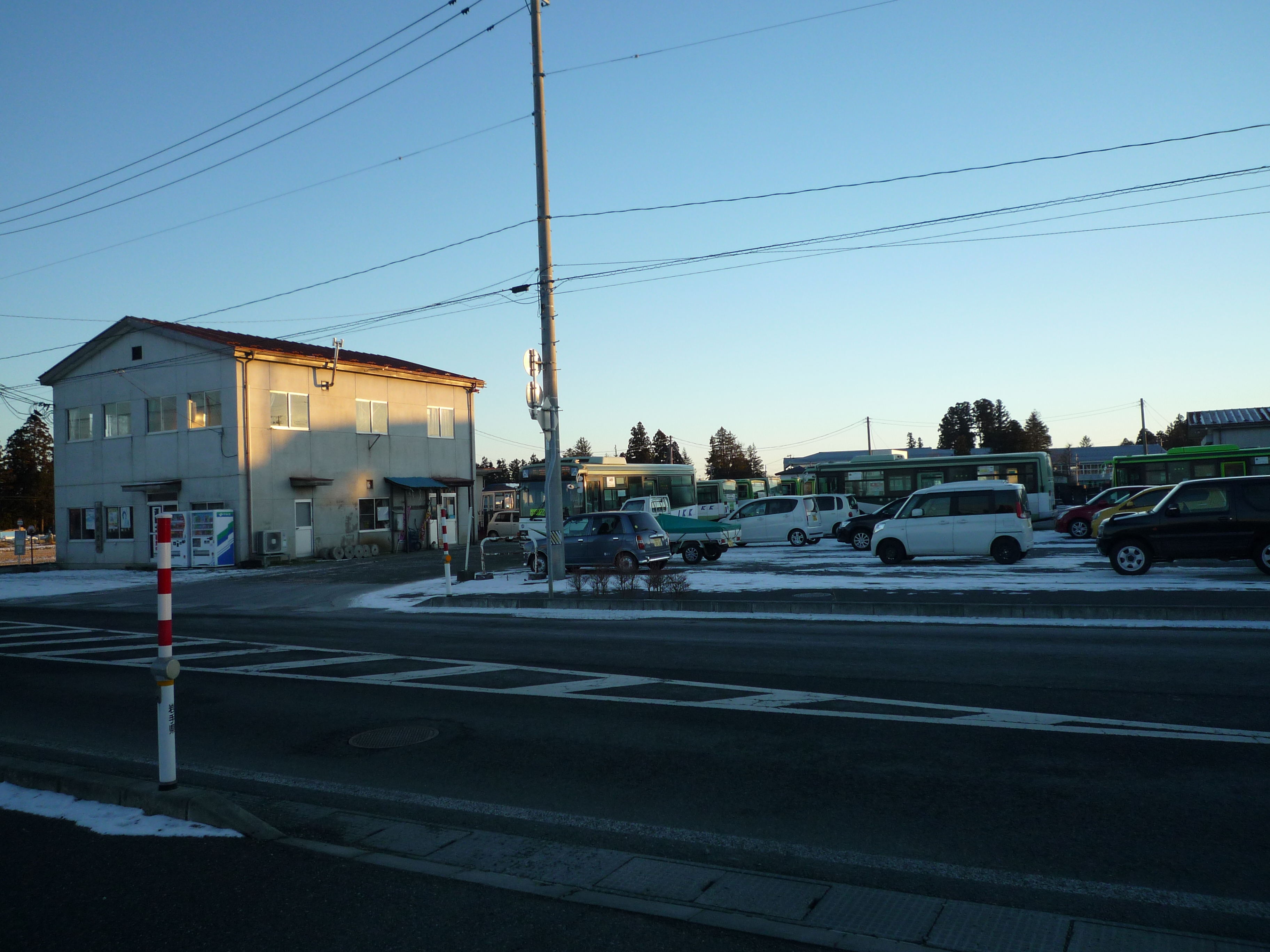
紫波営業所全景

岩手県交通紫波営業所（いわてけんこうつうしわえいぎょうしょ）は、岩手県紫波郡紫波町にあり、主に岩手県交通の紫波地区の路線を管轄する営業所である。かつては大迫バスターミナルを管理下に置いていた。なお、停留所名称は長らく『日詰駅前』であったが、2011年10月1日に日詰駅ロータリーに乗り入れるようになったため同ロータリー内に「日詰駅前」停留所を新設し、同時に旧停留所は『紫波営業所』に改称された。

## 所在地
岩手県紫波郡紫波町北日詰八反田58

## 所管路線
- 紫波営業所所管の盛岡駅始発日詰方面の路線は、2016年9月30日までは盛岡バスセンター（初代）では盛岡南高校線を除き全てななっく向ではなく、盛岡バスセンター始発便同様に構内3・4番乗り場で乗降の扱いを行っていたが、2016年10月1日からは全便がななっく向いの発着となった。

- 2022年10月5日開業の盛岡バスセンター（2代）始発便に関しては、長岡線は構内1番乗り場、日詰線は構内2番乗り場からそれぞれ発車するが、盛岡バスセンター止まり便は旧バスセンターと同様に構内で降車扱いを行う。日詰線・長岡線の盛岡駅前始発便に関しては。構内には乗り入れず、従来通り13番乗り場（アレヴェール）からの発着となる[2]。

### 日詰線
- 601：盛岡バスセンター - 仙北町 - 三本柳 - 矢巾口 - 岩手医大病院 - 古舘 - 日詰 - 日詰駅前
  - 2016年9月30日の盛岡バスセンター閉鎖に伴い一時廃止されたが、2022年10月1日に盛岡駅前発便の一部を盛岡バスセンター始発に変更して復活[3]。
  - 2024年4月1日より、岩手医科大学附属病院への乗り入れを開始した[4]。
- 602：盛岡駅 - 盛岡バスセンター - 仙北町 - 三本柳 - 矢巾口 - 古舘 - 日詰 - 日詰駅前
  - 2016年10月に一部便が日詰駅前発着から矢幅駅前発着に変更され、北高田線に編入された。
- 604：盛岡駅 → 盛岡バスセンター → 仙北町 → 日赤前 → 三本柳 → 矢巾口 → 岩手医大病院 → 十日市 → 古舘 → 日詰 → 日詰駅前
  - 2015年4月までは平日朝に日詰駅前→盛岡駅で滝沢営業所車両での運用があった。青山・日詰線の折返し運用である。
  - 2019年9月24日より、盛岡駅発の一部便において新築移転した岩手医科大学附属病院への乗り入れを開始した。
  - 2024年4月1日より、盛岡駅発朝1本のみの運行となる[4][5]
- 605：志和町 → 日詰駅前 → 日詰 → 古館 → 十日市 → 矢巾口 → 三本柳 → 日赤前 → 仙北町 → 盛岡バスセンター → 盛岡駅
  - 2019年12月9日運行開始[6]。
  - 平日のみ運行。
- 607：盛岡駅 - 盛岡バスセンター - 仙北町 - 三本柳 - 矢巾口 - 岩手医大病院 - 東徳田 - 古舘 - 日詰 - 日詰駅前
  - 2024年4月1日より、運行開始[5]

### 土橋経由日詰線
- 606 日詰駅前 → 日詰 → 古館 → 下土橋公民館 → 矢巾口 → 三本柳 → 仙北町 → 盛岡バスセンター → 盛岡駅
  - 平日のみ運行。

### 北高田線
- 514：共管先の「岩手県交通矢巾営業所#北高田線」を参照。
  - 矢巾営業所と共管。矢巾営業所発着便（513系統）は矢巾営業所所管。

### 矢巾医大線
- 岩手医大病院 - 医大矢巾キャンパス入口 -  矢幅郵便局 - 矢幅駅
  - 2019年9月24日の改正より運行開始。
  - 平日のみ運行。

### 長岡線
- 611：盛岡駅 - 盛岡バスセンター - 八幡宮前 - 附属特別支援学校前 - 都南営業所 - 乙部 - 長岡支所前 - 犬吠森 - 日詰 - 日詰駅前
- 612：盛岡駅 - 盛岡バスセンター - 八幡宮前 - 附属特別支援学校前 - 都南営業所 - 乙部 - 長岡支所前
- 613：盛岡駅 - 盛岡バスセンター - 八幡宮前 - 附属特別支援学校前 - 日赤前 - 都南営業所 - 乙部 - 長岡支所前 - 犬吠森 - 日詰 - 日詰駅前
- 614：盛岡駅 - 盛岡バスセンター - 八幡宮前 - 附属特別支援学校前 - 日赤前 - 都南営業所 - 乙部 - 長岡支所前
  - 都南営業所所管路線は、都南営業所発着(404系統)。
  - 盛岡バスセンター発着便は2016年9月30日の盛岡バスセンター閉鎖に伴い一時廃止されたが（盛岡バスセンター発長岡支所行きは613系統）、2022年10月1日に盛岡駅前発便の一部を盛岡バスセンター始発に変更して復活。盛岡バスセンター発着便の系統番号は盛岡駅前発着便と同様に611系統・612系統となる[7]。
  - 2024年4月1日に盛岡赤十字病院への乗り入れを開始（日詰駅前発着が613系統、長岡支所発着が614系統）[4]。

### 志和町線
- 紫波営業所 → 日詰駅前 → 志和町
  - 平日のみ運行。
  - 2020年4月1日に開設[8]。志和町発便は日詰線（605系統）として盛岡駅まで直通する。

### 犬渕線
- 日詰駅前 - 赤石 - 犬渕
  - 平日のみ運行。

### 盛南ループ
- 218：共管先の「岩手県交通矢巾営業所#盛南ループ」を参照。
- 219：盛岡駅 → 城西町 → 総合アリーナ前 → 県立美術館前 → 盛岡市立病院 → 原敬記念館前 → 盛商前 → 本宮小学校南口 → 仙北組町 → 盛岡バスセンター → 盛岡城跡公園 → 菜園川徳前 → 盛岡駅
  - 都南営業所（219系統のみ）[9]・矢巾営業所と共管
  - 2023年10月1日の運賃改定より、上限額が200円から250円へ引き上げられた[10]。

### イオンモール盛岡南線
- 500：共管先の「岩手県交通矢巾営業所#イオンモール盛岡南線」を参照。
  - 土・日・休日の一部の便のみ担当する。こちらも基本的には間合い運用のみの担当

### 桜台団地線
- 315：共管先の「岩手県交通松園営業所#桜台団地線」を参照。
  - 平日の一部の便において、間合いで担当する。

### 太田線
- 409：共管先の「岩手県交通都南営業所#太田線」を参照。

#### ゆいとぴあ東線
- 527 盛岡駅 - 盛南大橋南 - 盛商前 - 向中野 - 向中野四丁目 - 向中野五丁目 - よぼういがく協会
  - 都南営業所・矢巾営業所と共管

### 大迫石鳥谷線
- 大迫中学校 - 大迫バスターミナル - 大迫地域診療センター - 亀ヶ森 - 新堀 - 宝陽病院 - 石鳥谷駅
  - 大迫バスターミナル閉所に伴い、2018年12月30日の運行より当営業所の所管路線となった[11]。
  - 2019年1月4日の運行より大迫バスターミナル発着から大迫中学校発着に変更[12]。

## 廃止路線
下厨川線
- 415：盛岡バスセンター - 大通三丁目 - 盛岡駅 - 舘坂橋 - 上堂 - 運動公園口 - 日本たばこ前 - 岩手牧場前

日詰線
- 603：盛岡バスセンター - 仙北町 - 日赤前 - 三本柳 - 矢巾口 - 十日市 - 古舘 - 日詰 - 日詰駅前
  - 2016年9月30日の盛岡バスセンター閉鎖に伴い一時廃止されたが、2017年に盛岡駅前発便の一部を盛岡バスセンター始発に変更して復活。復活後は片道、かつ、平日のみの運行。
  - 2019年9月24日の改正に伴い廃止されたが、2022年10月1日に盛岡駅前発便の一部を盛岡バスセンター始発に変更して復活。
  - 2024年4月1日の改正に伴い廃止された。

- 618：盛岡駅 - 盛岡バスセンター - 仙北町 - 三本柳 - 矢巾口 - 古舘ニュータウン - 古舘 - 日詰 - 日詰駅前
  - 2024年4月1日の改正に伴い廃止された。

- 619：盛岡バスセンター → 川久保 → 北高田 → 古館 → 日詰 → 日詰駅 → 志和町

長岡線
- 614：盛岡駅 - 盛岡バスセンター - 八幡宮前 - 都南営業所 - 乙部 - 長岡支所前 - 八掛 - 日詰 - 日詰駅前
  - 2017年3月の改正から平日のみの運行となった。後に、2017年12月1日を以って廃止。

永井廻り志和線
- 607：盛岡駅 - 盛岡バスセンター - 仙北町 - 津志田 - 都南バスターミナル - 飯岡駅前 - 飯岡駅口 - 煙山学校前 - 不動学校前 - 宮手 - 志和町 - 日詰駅前 - 紫波営業所
  - 2011年10月1日から岩手飯岡駅構内に乗り入れ。
  - 2014年10月24日を以って廃止。

見前回り志和線
- 608：盛岡駅 - 盛岡バスセンター - 仙北町 - 大沼 - 盛岡南高校前 - 矢幅駅西口 - 矢巾町体育館前 - 水分農協前 - ラ・フランス温泉館 - 志和町 - 日詰駅前 - 紫波営業所
  - 2011年10月1日から矢幅駅西口に乗り入れ。
  - 2020年3月31日を以って廃止。

上田日詰線
- 618：松園営業所 - 松園バスターミナル - 高松の池口 - 盛岡バスセンター - 川久保 - 北高田 - 古館 - 日詰 - 日詰駅

都南ゾーンバス
- 矢巾駅・乙部コース（乙部 - 不来方高等学校 - 矢幅駅 - 矢巾町役場）

太田線
- 615：盛岡バスセンター - 盛岡駅 - 夕顔瀬橋 - 下川原 - 県立美術館前 - 先人記念館前

盛岡南高校線
- 610：盛岡駅 → 盛岡バスセンター → 仙北町 → 大沼 → 盛岡南高校前
  - 2019年9月24日に廃止された。

太田本宮線
- 411：盛岡バスセンター - 西仙北一丁目 - 盛商前 - 飯岡十文字 - 上えぞ森 - 中太田 - 下川原 - 盛岡駅 - 盛岡バスセンター

都南BT・イオンモール盛岡南線
- 521：盛岡バスセンター - 啄木新婚の家口 - 盛岡駅西口 - 杜の道北 - イオンモール盛岡南 - 西仙北町 - 川久保 - 都南バスターミナル
  - 土・日・休日のみの運行だった。主に共管先の間合い運用を担当していた。

### 受託運行路線
紫波町コミュニティバス「すこやか号」
- 平成15年4月、それまであった複数の福祉目的バスを再編、一元化して誕生。
- 紫波町が企画し、当所に運行業務を委託していたが、2020年3月31日に運行を終了し、同年4月1日からデマンド型乗合バス「しわまる号」（ヒノヤタクシー受託）へ移行した。